# ذخیره‌گاه زیست‌کره کارپات شرقی
ذخیره‌گاه زیست‌کره کارپات شرقی (به لاتین: East Carpathian Biosphere Reserve) یک ذخیره‌گاه زیست‌کره در اوکراین است که در اروپای مرکزی واقع شده‌است.